# 滬西別墅
滬西別墅是上海市的一座歷史建築，位於長寧區愚園路1210弄東側，共有6排26幢建築。滬西別墅修建於1940年代後期，外觀有裝飾藝術風格，又名「好萊塢」弄堂。這裡也是路易·艾黎的故居。滬西別墅是上海市第三批優秀歷史建築。